# MUBI
MUBI (vóór 2010 bekend als the Auteurs) is een wereldwijd streamingdienst, productiebedrijf en filmdistributeur. MUBI produceert  en distribueert films in de bioscoop van opkomende en gevestigde filmmakers, die exclusief beschikbaar zijn op haar platform. MUBI onderscheidt zich van andere streamingdiensten, doordat het films aanbiedt voor de serieuze cinefiel. De catalogus bestaat voornamelijk uit filmhuis-, documentaire- en onafhankelijke films. 
Daarnaast publiceert het bedrijf Notebook, een filmkritiek- en nieuwsblad, en organiseert het sinds 2023 een filmfestival in verschillende steden genaamd MUBI Fest.
Het streamingplatform van MUBI is beschikbaar in meer dan 190 landen. 

## Geschiedenis
The Auteurs werd in 2007 opgericht door de Turkse ondernemer Efe Çakarel. In 2008 ging het Amerikaanse streamingdienst Criterion Collection een partnerschap aan met The Auteurs om een video-on-demanddienst te starten.
In 2010 veranderde het bedrijf de naam naar "MUBI",  een tweelettergrepig woord zonder specifieke betekenis dat rijmt op "movie".  Efe verklaarde dat het bedrijf een naam wilde "die alle kijkers konden uitspreken en spellen, zonder de last van uitsluitende betekenissen."  De naam "The Auteurs" zou namelijk niet inclusief genoeg zijn vanwege de verbinding ervan met auteurscinema. 
In januari 2022 kondigde MUBI de overname aan van de Europese sales agent The Match Factory. 
In 2022 betrad MUBI de televisie-industrie vlak voor de wereldpremière van de miniserie The Kingdom Exodus op het 79e Internationale Filmfestival van Venetië. Het bedrijf deed dit door de miniserie over te nemen en de eerste twee seizoenen van de originele serie uit te brengen in director's cuts. 
In 2023 kondigde het bedrijf MUBI Fest aan, een jaarlijkse filmfestival, waarvan de eerste editie plaatsvond in Chili, Colombia, Argentinië, Mexico en Brazilië. Een jaar later werd het evenement uitgebreid naar steden in Europa, de Verenigde Staten en Canada.  In 2024 werd een editie van het festival in Istanbul geschrapt nadat autoriteiten een vertoning van de film Queer hadden verboden. 
In februari van 2024 verwierf MUBI een meerderheidsaandeel in de grootste onafhankelijke distributeur in de Benelux, Cinéart. 
Op 20 september 2024 bracht MUBI The Substance uit in bioscopen over de hele wereld en ontving kritisch en commercieel succes. De film bracht 77 miljoen dollar op, wat het de meest winstgevende film ooit maakte voor het bedrijf. De film ontving de Prix du scénario van het Filmfestival van Cannes, een Golden Globe voor Beste Actrice, 5 Academy Award-nominaties voor Beste Film, Beste Regisseur, Beste Originele Scenario, Beste Actrice en Beste Make-up en Haarstyling bij de 97e Academy Awards,  en 5 nominaties bij de 78e British Academy Film Awards. 

## MUBI-producties
Tot de producties en coproducties van MUBI behoren onder meer Port Authority ( Danielle Lessovitz ), Farewell Amor ( Ewka Msangi ), Our Men (Rachel Lang), Memory ( Michell Franco ), My First Film (Zia Anger), Bring Them Down (Christopher Andrews), One Fine Morning en If Love Should Die ( Mia Hansen-Løve ), Gasoline Rainbow (de gebroeders Ross ),  Rosebush Pruning ( Karim Aïnouz ), Father, Mother, Sister, Brother ( Jim Jarmusch ), Witches ( Elizabeth Sankey ), Magic Farm ( Amalia Ulman ) en The Mastermind ( Kelly Reichardt ).

## MUBI-releases
MUBI is ook een filmdistributeur. Naast het uitbrengen van films op het platform, begon het bedrijf in 2016 met distributie in bioscopen in de Verenigde Staten en het Verenigd Koninkrijk, en in Latijns-Amerika en Duitsland in 2021.
| Jaar | Film                                                 | Regisseur                                  | Bioscoop release | Op MUBI                                                                                             | Landen |
| ---- | ---------------------------------------------------- | ------------------------------------------ | --- | --------------------------------------------------------------------------------------------------- | --- |
| 2016 | Arabian Nights                                       | Miguel Gomes                               | 22 april 2016 | 22 april 2016                                                                                       | VK |
| 2016 | The Blue Room                                        | Mathieu Amalric                            | 9 september 2016 | 9 september 2016                                                                                    | VK |
| 2016 | Baden Baden                                          | Rachel Lang                                | 23 september 2016 (VK) 25 november 2016 (VS) | 23 september 2016 (VK) 25 november 2016 (VS)                                                        | VS en VK |
| 2016 | I, Olga                                              | Tomás Weinreb & Petr Kazda                 | 18 november 2016 | 18 november 2016                                                                                    | VK |
| 2017 | The Happiest Day in the Life of Olli Mäki            | Juho Kuosmanen                             | 21 april 2017 (VK) 19 mei 2017 (VS) | 21 april 2017 (VK) 19 mei 2017 (VS)                                                                 | VS en VK |
| 2017 | Weirdos                                              | Bruce McDonald                             | 25 mei 2017 | 25 mei 2017                                                                                         | VS |
| 2017 | Slack Bay                                            | Bruno Dumont                               | 16 juni 2017 | 16 juni 2017                                                                                        | VK |
| 2017 | Mimosas                                              | Oliver Laxe                                | 25 augustus 2017 | 25 augustus 2017                                                                                    | VK |
| 2017 | On Body and Soul                                     | Ildikó Enyedi                              | 22 september 2017 | 22 september 2017                                                                                   | VK |
| 2017 | Félicité                                             | Alain Gomis                                | 10 november 2017 | 10 november 2017                                                                                    | VK |
| 2017 | Wet Woman in the Wind                                | Akihiko Shiota                             | 17 november 2017 | 17 november 2017                                                                                    | VS |
| 2017 | Antiporno                                            | Sion Sono                                  | 10 november 2017 | 10 november 2017                                                                                    | VS |
| 2017 | The Son of Joseph                                    | Eugène Green                               | 15 december 2017 | 15 december 2017                                                                                    | VK |
| 2018 | Lover for a Day                                      | Philippe Garrel                            | 12 januari 2018 (VS) 19 januari 2018 (VK) | 12 januari 2018 (VS) 19 januari 2018 (VK)                                                           | VS en VK |
| 2018 | Have a Nice Day                                      | Liu Jian                                   | 23 maart 2018 | 23 maart 2018                                                                                       | VK |
| 2018 | Ryuichi Sakamoto: Coda                               | Stephen Nomura Schible                     | 6 juli 2018 | 6 juli 2018                                                                                         | VS en VK |
| 2018 | The Apparition                                       | Xavier Giannoli                            | 3 augustus 2018 | 3 augustus 2018                                                                                     | VK |
| 2018 | Touch Me Not                                         | Adina Pintilie                             | 19 oktober 2018 | 19 oktober 2018                                                                                     | VK |
| 2018 | Don't Worry, He Won't Get Far on Foot                | Gus Van Sant                               | 26 oktober 2018 | 26 oktober 2018                                                                                     | VK |
| 2018 | Suspiria                                             | Luca Guadagnino                            | 16 november 2018 | 16 november 2018                                                                                    | VK |
| 2019 | Border                                               | Ali Abbasi                                 | 8 maart 2019 | 8 maart 2019                                                                                        | VK |
| 2019 | Under the Silver Lake                                | David Robert Mitchell                      | 15 maart 2019 | 15 maart 2019                                                                                       | VK |
| 2019 | Madeline's Madeline                                  | Josephine Decker                           | 10 mei 2019 | 10 mei 2019                                                                                         | VK en Ierland |
| 2019 | Knife + Heart                                        | Yann Gonzalez                              | 5 juli 2019 | 5 juli 2019                                                                                         | VK en Ierland |
| 2019 | LETO                                                 | Kirill Serebrennikov                       | 16 augustus 2019 | 16 augustus 2019                                                                                    | VK en Ierland |
| 2019 | A Dog Called Money                                   | Seamus Murphy                              | 8 november 2019 | 8 november 2019                                                                                     | VK en Ierland |
| 2019 | Beanpole                                             | Kantemir Balagov                           | 11 oktober 2019 | 11 oktober 2019                                                                                     | VK en Ierland |
| 2019 | Zombi Child                                          | Bertrand Bonello                           | 18 oktober 2019 | 18 oktober 2019                                                                                     | VK en Ierland |
| 2019 | Yves Saint Laurent: The Last Collections             | Olivier Meyrou                             | 30 oktober 2019 | 30 oktober 2019                                                                                     | VK en Ierland |
| 2020 | The Staggering Girl                                  | Luca Guadagnino                            | 14 februari 2020 | 14 februari 2020                                                                                    | Wereldwijd (met uitzondering van China, Italië, Japan, Rusland en Turkije)                                                                                                 |
| 2020 | Bacurau                                              | Kleber Mendonça Filho en Juliano Dornelles | 13 maart 2020 | 13 maart 2020                                                                                       | Duitsland, India, VK en Ierland |
| 2020 | Ema                                                  | Pablo Larraín                              | 2 mei 2020 (CA, IN, KR, VK en IE) 8 mei 2020 (FI, NO, SE) | 2 mei 2020 (CA, IN, KR, VK en IE) 8 mei 2020 (FI, NO, SE)                                           | Canada, Finland, India, Latijns-Amerika (met als uitzondering Chili, Mexico, Brazilië), Noorwegen, Zuid Korea, Zweden, VK en Ierland                                       |
| 2020 | Family Romance, LLC                                  | Werner Herzog                              | 4 juli 2020 | 4 juli 2020                                                                                         | Australië, Japan, Nieuw-Zeeland, Noord-Amerika, Duitsland, Latijns-Amerika (met uitzondering van Brazilië), Turkije                                                        |
| 2020 | Matthias & Maxime                                    | Xavier Dolan                               | 28 augustus 2020 | 28 augustus 2020                                                                                    | Australië, India, Latijns-Amerika (met uitzondering van Mexico), Nieuw-Zeeland, VS, VK en Ierland                                                                          |
| 2020 | The Other Lamb                                       | Małgorzata Szumowska                       | 16 oktober 2020 | 16 oktober 2020                                                                                     | VK en Ierland |
| 2020 | Swallow                                              | Carlo Mirabella-Davis                      | 31 oktober 2020 | 31 oktober 2020                                                                                     | Australië, Bulgarije, Tsjechië, Griekenland, India, Indonesië, Latijns-Amerika (met uitzondering van Mexico), Nieuw-Zeeland, Roemenië, Scandinavië, Slowakije, Zuid-Afrika |
| 2020 | Nimic                                                | Yorgos Lanthimos                           | 27 november 2020 | 27 november 2020                                                                                    | Wereldwijd (met uitzondering van China) |
| 2020 | Tripping with Nils Frahm                             | Benoit Toulemonde                          | 3 december 2020 | 3 december 2020                                                                                     | Wereldwijd |
| 2020 | Cold Meridian                                        | Peter Strickland                           | 11 december 2020 | 11 december 2020                                                                                    | Wereldwijd |
| 2020 | Farewell Amor                                        | Ekwa Msangi                                | 18 december 2020 | 18 december 2020                                                                                    | Wereldwijd (met uitzondering van Afrika, China, Israël, Noord-Amerika) |
| 2021 | Beginning                                            | Dea Kulumbegashvili                        | 29 januari 2021 | 29 januari 2021                                                                                     | Duitsland, India, Latijns-Amerika, Noord-Amerika, Turkije, VK en Ierland                                                                                                   |
| 2021 | Dead Pigs                                            | Cathy Yan                                  | 12 februari 2021 | 12 februari 2021                                                                                    | Wereldwijd (met uitzondering van China) |
| 2021 | Notturno                                             | Gianfranco Rosi                            | 5 maart 2021 | 5 maart 2021                                                                                        | India, Latijns-Amerika, Turkije, VK en Ierland |
| 2021 | Hey There!                                           | Reha Erdem                                 | 13 maart 2021 | 13 maart 2021                                                                                       | Canada, Duitsland, Turkije |
| 2021 | Max Richter's Sleep                                  | Natalie Johns                              | 19 maart 2021 (IN en VS) 28 maart 2021 (LATAM en TR) | 19 maart 2021 (IN en VS) 28 maart 2021 (LATAM en TR)                                                | India, Latijns-Amerika, Turkije, VS |
| 2021 | Songs My Brothers Taught Me                          | Chloe Zhao                                 | 9 april 2021 | 9 april 2021                                                                                        | Duitsland, Italië, Latijns-Amerika, India, Nederland, Turkije, VK, Ierland                                                                                                 |
| 2021 | Ghosts                                               | Azra Deniz Okyay                           | 17 april 2021 | 17 april 2021                                                                                       | Italië, Scandinavië, Turkije, VK en Ierland |
| 2021 | State Funeral                                        | Sergei Loznitsa                            | 7 mei 2021 (VS) | 21 mei 2021                                                                                         | Australië, India, Latijns-Amerika, Noord-Amerika, Turkije, VK en Ierland                                                                                                   |
| 2021 | First Cow                                            | Kelly Reichardt                            | 28 mei 2021 (VK en IE) | 28 mei 2021 (VK en IE)                                                                              | Wereldwijd (met uitzondering van China en VS) |
| 2021 | Shiva Baby                                           | Emma Seligman                              | 11 juni 2021 | 11 juni 2021                                                                                        | Oostenrijk, Frankrijk, Duitsland, India, Latijns-Amerika, Turkije, VK en Ierland                                                                                           |
| 2021 | Sweat                                                | Magnus von Horn                            | 18 juni 2021 (VS) | 23 juli 2021                                                                                        | India, Latijns-Amerika, Turkije, VS |
| 2021 | Limbo                                                | Ben Sharrock                               | 30 juli 2021 | 23 september 2021                                                                                   | VK en Ierland |
| 2021 | New Order                                            | Michel Franco                              | 13 augustus 2021 | 13 augustus 2021                                                                                    | VK en Ierland |
| 2021 | Annette                                              | Leos Carax                                 | 3 September 2021 | 26 november 2021                                                                                    | India, Latijns-Amerika, VK en Ierland |
| 2021 | Azor                                                 | Andreas Fontana                            | 10 september 2021 (VS) 29 oktober 2021 (VK) | 10 september 2021 (VS) 29 oktober 2021 (VK)                                                         | India, Ierland, Italië, Turkije, VS, VK en Ierland |
| 2021 | Cryptozoo                                            | Dash Shaw                                  | 22 oktober 2021 | 22 oktober 2021                                                                                     | Duitsland, Turkije, VK en Ierland |
| 2021 | What Do We See When We Look at the Sky?              | Alexandre Koberidze                        | 12 november 2021 (VS) | 7 januari 2022                                                                                      | India, Italië, Latijns-Amerika, Noord-Amerika, Turkije |
| 2021 | Petite Maman                                         | Céline Sciamma                             | 19 november 2021 | 18 februari 2022                                                                                    | Italië, Turkije, VK en Ierland |
| 2021 | Lamb                                                 | Valdimar Jóhannsson                        | 10 december 2021 (VK) | 25 februari 2022                                                                                    | India, latijns-Amerika(met uitzondering van Mexico), Turkije, VK en Ierland                                                                                                |
| 2022 | Cow                                                  | Andrea Arnold                              | 14 januari 2022 (VK) | 11 februari 2022                                                                                    | Oostenrijk, Duitsland, India, Italië, Latijns-Amerika Turkije, VK en Ierland                                                                                               |
| 2022 | Titane                                               | Julia Ducournau                            | 28 januari 2022 | 28 januari 2022                                                                                     | India, Latijns-Amerika, Turkije |
| 2022 | Lingui, The Sacred Bonds                             | Mahamat Saleh Haroun                       | 4 februari 2022 (VS en VK) | 8 maart 2022                                                                                        | Latijns-Amerika, Noord-Amerika, Turkije, VK en Ierland |
| 2022 | Benedetta                                            | Paul Verhoeven                             | 15 maart 2022 (VK) | 4 februari 2022 (TR) 1 juli 2022                                                                    | India, Turkije, VK en Ierland |
| 2022 | Great Freedom                                        | Sebastian Meise                            | 4 maart 2022 (VS) 11 maart 2022 (VK) | 6 mei 2022                                                                                          | India, Latijns-Amerika (met uitzondering van Mexico), Noord-Amerika, Turkije, VK en Ierland                                                                                |
| 2022 | The Worst Person in The World                        | Joachim Trier                              | 25 maart 2022 (VK) | 13 mei 2022                                                                                         | India, VK en Ierland |
| 2022 | Drive My Car                                         | Ryusuke Hamaguchi                          | 17 maart 2022 (AR, BR, CL, CO, MX) | 1 april 2022                                                                                        | Afrika (Frans-talige betalen TV rechten), India, Maleisië, Latijns-Amerika(met uitzondering van Mexico), Midden Oosten(met uitzondering van Israël and Turkije)            |
| 2022 | Prayers for the Stolen                               | Tatiana Huezo                              | 8 april 2022 (VK en IE) | 29 april 2022                                                                                       | Frankrijk, India, Italië, VK en Ierland |
| 2022 | Memoria                                              | Apichatpong Weerasethakul                  | 5 mei 2022 (DE) | 5 augustus 2022                                                                                     | Duitsland, India, Italië en Latijns-Amerika (met uitzondering van Mexico, Colombia, Bolivia, Peru, Ecuador)                                                                |
| 2022 | Paris, 13th District                                 | Jacques Audiard                            | 27 mei 2022 | 27 mei 2022                                                                                         | India en Turkije |
| 2022 | Bergman Island                                       | Mia Hansen-Løve                            | 3 juni 2022 (VK en IE) | 22 juli 2022                                                                                        | VK en Ierland |
| 2022 | Pleasure                                             | Ninja Thyberg                              | 15 juni 2022 (VK) | 17 juni 2022                                                                                        | Italië, Latijns-Amerika, Turkije, VK en Ierland |
| 2022 | A Chiara                                             | Jonas Carpignano                           | 23 juni 2022 (DE) 15 juli 2022 (VK) | 26 augustus 2022                                                                                    | Oostenrijk, Duitsland, Latijns-Amerika, Turkije, VK en Ierland |
| 2022 | Faya Dayi                                            | Jessica Beshir                             | 24 juni 2022 (VK) | 10 Augustus 2022                                                                                    | Frankrijk, Duitsland, India, Italië, Latijns-Amerika, VK en Ierland |
| 2022 | Crimes of the Future                                 | David Cronenberg                           | 14 juli 2022 (LATAM) | 29 juli 2022 (op Mubi)                                                                              | India, Latijns-Amerika, Maleisië, Turkije |
| 2022 | One Second                                           | Zhang Yimou                                | 14 juli 2022 (DE) | 16 september 2022                                                                                   | Duitsland, Turkije, VK en Ierland |
| 2022 | Free Chol Soo Lee                                    | Julie Ha en Eugene Yi                      | 12 augustus 2022 (VS) 19 augustus 2022 (VK) | 7 oktober 2022                                                                                      | Oostenrijk, Duitsland, Italië, Latijns-Amerika, Noord-Amerika, Turkije, VK en Ierland                                                                                      |
| 2022 | The Cathedral                                        | Ricky D'Ambrose                            | 2 september 2022 (VS) | 9 September 2022                                                                                    | North America |
| 2022 | Invisible Demons                                     | Rahul Jain                                 | 2 September 2022 (VS) | 4 October 2022                                                                                      | Duitsland, India, Latijns-Amerika, Noord-Amerika, Turkije, VK en Ierland                                                                                                   |
| 2022 | The African Desperate                                | Martine Syms                               | 16 September 2022 (VS) | 21 oktober 2022                                                                                     | Wereldwijd |
| 2022 | Decision to Leave                                    | Park Chan-wook                             | 14 oktober 2022 (VS) 21 oktober 2022 (VK) | 9 december 2022                                                                                     | Noord-Amerika, India, Turkije, VK en Ierland |
| 2022 | Aftersun                                             | Charlotte Wells                            | 18 november 2022 (VK) 15 december 2022 (DE) 1 februari 2023 (FR) | 6 januari 2023 (IN, IT, LATAM, VK en IE) 17 maart 2023 (AT, DE, ES)                                 | Oostenrijk, Frankrijk, Duitsland, India, Italië, Latijns-Amerika, Turkije, het Verenigd Koninkrijk en Ierland                                                              |
| 2022 | The Kingdom                                          | Lars von Trier                             | 13 november 2022 (series 1 remaster) 20 november 2022 (series 2 remaster) 27 november 2022 (Exodus)                                                                                    | 13 november 2022 (series 1 remaster) 20 november 2022 (series 2 remaster) 27 november 2022 (Exodus) | India, Latijns-Amerika, Noord-Amerika, Turkije, VK en Ierland |
| 2023 | Alcarràs                                             | Carla Simón                                | 5 januari 2023 (LATAM) 6 januari 2023 (VK en VS) | 24 februari 2023                                                                                    | India, Latijns-Amerika, Maleisië, Noord-Amerika, Turkije, VK en Ierland |
| 2023 | Holy Spider                                          | Ali Abbasi                                 | 19 januari 2023 (LATAM) 20 januari 2023 (VK) | 10 maart 2023                                                                                       | Latijns-Amerika (met uitzondering van Mexico), Maleisië, VK en Ierland |
| 2023 | Close                                                | Lukas Dhont                                | 2 March , 2023 (LATAM) 3 maart 2023 (VK) | 21 april 2023                                                                                       | India, Latijns-Amerika, Turkije, VK en Ierland |
| 2023 | The Five Devils                                      | Léa Mysius                                 | 23 maart 2023 (LATAM) 24 maart 2023 (VK en VS) | 12 mei 2023 (IN, LATAM, MY, Noord-Amerika, TR, VK en IE) 2 juni 2023 (AT, DE)                       | Oostenrijk, Duitsland, India, Latijns-Amerika, Maleisië, Noord-Amerika, Turkije, VK en Ierland                                                                             |
| 2023 | Leila's Brothers                                     | Saeed Roustayi                             | 25 maart 2023 | 25 maart 2023                                                                                       | Turkije |
| 2023 | One Fine Morning                                     | Mia Hansen-Løve                            | 14 april 2023 (VK en IE) | 16 juni 2023                                                                                        | India, Turkije, VK en Ierland |
| 2023 | Return to Seoul                                      | Davy Chou                                  | 4 mei 2023 (SG) 5 mei 2023 (VK en IE) 11 mei 2023 (IT en TH) | 7 juli 2023                                                                                         | India, Italië, Zuidoost-Azië (met uitzondering van de Filipijnen, Cambodja, theater), Turkije, het Verenigd Koninkrijk en Ierland                                          |
| 2023 | Unclenching the Fists                                | Kira Kovalenko                             | 26 mei 2023 | 26 mei 2023                                                                                         | India, Latijns-Amerika, Noord-Amerika, VK en Ierland |
| 2023 | Medusa Deluxe                                        | Thomas Hardiman                            | 9 juni 2023 (VK) | 4 augustus 2023                                                                                     | Oostenrijk, Duitsland, India, Italië, Latijns-Amerika, Zwitserland, Zuidoost-Azië, Turkije, VK en Ierland                                                                  |
| 2023 | Passages                                             | Ira Sachs                                  | 4 augustus 2023 (VS) 10 augustus 2023 (CL en MX) 16 augustus 2023 (BE en LU) 17 augustus 2023 (IT en BR) 24 augustus 2023 (NL) 31 augustus 2023 (AT en DE) 1 september 2023 (VK en IE) | 6 oktober 2023 (CA, IN, LATAM, TR, VS) 27 oktober 2023 (VK en NL) 17 november 2023 (DE en IT)       | Oostenrijk, Benelux, Duitsland, Italië, Latijns-Amerika, Turkije, VS, VK en Ierland                                                                                        |
| 2023 | Rotting in the Sun                                   | Sebastián Silva                            | 8 september 2023 (VS) | 15 september 2023                                                                                   | Oostenrijk, Benelux, Frankrijk, Duitsland, Italië, Latijns-Amerika, Noord-Amerika, Spanje, VK en Ierland                                                                   |
| 2023 | Strange Way of Life                                  | Pedro Almodóvar                            | 21 september 2023 | 20 oktober 2023 (FR, IT, LATAM, VK en IE)                                                           | Italië, Latijns-Amerika |
| 2023 | The Delinquents                                      | Rodrigo Moreno                             | 18 oktober 2023 (VS) 26 oktober 2023 (LATAM) 27 oktober 2023 (CA) 21 maart 2024 (DE) 22 maart 2024 (VK en IE) 11 april 2024 (IT)                                                       | 24 mei 2024                                                                                         | Oostenrijk, Benelux, Duitsland, India, Italië, Latijns-Amerika, Noord-Amerika, Turkije                                                                                     |
| 2023 | Fallen Leaves                                        | Aki Kaurismäki                             | 17 november 2023 (VS) 24 november 2023 (CA) 1 december 2023 (VK en IE) 7 december 2023 (CL en MX)                                                                                      | 19 januari 2024                                                                                     | Latijns-Amerika, Noord-Amerika, Turkije, VK en Ierland |
| 2023 | How to Have Sex                                      | Molly Manning Walker                       | 3 november 2023 (VK) 16 november 2023 (LATAM) 29 november 2023 (BE en LU) 1 februari 2024 (IT) 15 februari 2024 (NL)                                                                   | 5 april 2024                                                                                        | Benelux, Italië, Latijns-Amerika, Noord-Amerika, Turkije, VK en Ierland |
| 2023 | Dead Girls Dancing                                   | Anna Roller                                | 23 november 2023 (DE) | 8 december 2023                                                                                     | Oostenrijk en Duitsland |
| 2023 | Priscilla                                            | Sofia Coppola                              | 15 december 2023 (IN) 26 december 2023 (LATAM, VK en IE) 4 januari 2024 (DE) | 1 maart 2024                                                                                        | Oostenrijk, Benelux, India, Latijns-Amerika, Turkije, VK en Ierland |
| 2024 | The Settlers                                         | Felipe Gálvez                              | 12 januari 2024 (VS) 15 februari 2024 (DE) 7 maart 2024 (IT) | 29 maart 2024                                                                                       | Oostenrijk, Benelux, Duitsland, India, Latijns-Amerika, Noord-Amerika, Zwitserland, Turkije, VK en Ierland                                                                 |
| 2024 | The Last Year of Darkness                            | Ben Mullinkosson                           | 15 februari 2024 | 15 februari 2024                                                                                    | India, Latijns-Amerika, Noord-Amerika, Turkije, VK en Ierland |
| 2024 | Perfect Days                                         | Wim Wenders                                | 15 februari 2024 (AR, CL, CO, MX, PE, VE, UY) 23 februari 2024 (VK en IE) 21 maart 2024 (CR, DO, HN)                                                                                   | 12 april 2024                                                                                       | India, Latijns-Amerika, Turkije, VK en Ierland |
| 2024 | High &amp; Low – John Galliano                       | Kevin Macdonald                            | 8 maart 2024 (VK en IE) 14 maart 2024 (CL en MX) 11 april 2024 (DE) | 26 april 2024                                                                                       | Oostenrijk, Benelux, Duitsland, India, Noord-Amerika, Turkije, VK en Ierland                                                                                               |
| 2024 | Do Not Expect Too Much from the End of the World     | Radu Jude                                  | 22 maart 2024 (VS) | 3 mei 2024                                                                                          | Duitsland, India, Latijns-Amerika, Noord-Amerika, Nederland, Turkije |
| 2024 | Yannick                                              | Quentin Dupieux                            | 5 april 2024 | 5 april 2024                                                                                        | Duitsland, India, Latijns-Amerika, Nederland, Turkije, VS, VK en Ierland                                                                                                   |
| 2024 | Gasoline Rainbow                                     | Ross Brothers                              | 10 mei 2024 (VS) | 31 mei 2024                                                                                         | Wereldwijd |
| 2024 | Made in England: The Films of Powell and Pressburger | David Hinton                               | 20 juni 2024 (DE) | 28 juni 2024 (LATAM, FR, IT, IN, TR, DE)                                                            | Oostenrijk, Benelux, Frankrijk, Duitsland, India, Italië, Latijns-Amerika, Zwitserland, Turkije                                                                            |
| 2024 | Crossing                                             | Levan Akin                                 | 11 juli 2024 (AR, BR en UY) 18 juli 2024 (DE) 19 juli 2024 (VS, VK en IE) 26 juli 2024 (CA) Juli 2024 (CO, PE, EC en BO)                                                               | 30 augustus 2024                                                                                    | Duitsland, Latijns-Amerika, Noord-Amerika, VK en Ierland |
| 2024 | Motel Destino                                        | Karim Aïnouz                               | 22 augustus 2024 (MX) | 4 oktober 2024                                                                                      | Latijns-Amerika (met uitzondering van Brazilië) |
| 2024 | The Substance                                        | Coralie Fargeat                            | 19–20 september 2024 (CA, DE, LATAM, NL, VS, VK en IE) | 31 oktober 2024                                                                                     | Oostenrijk, Benelux, Duitsland, India, Latijns-Amerika, Noord-Amerika, Turkije, VK en Ierland                                                                              |
| 2024 | The Fall (4K restoration)                            | Tarsem                                     | 27 september 2024 | 27 september 2024                                                                                   | Oostenrijk, Benelux, Duitsland, India, Latijns-Amerika, Noord-Amerika, Turkije, Zwitserland, Italië, VK en Ierland                                                         |
| 2024 | Self-Portrait as a Coffee Pot                        | William Kentridge                          | 18 oktober 2024 | 18 oktober 2024                                                                                     | Wereldwijd |
| 2024 | Dahomey                                              | Mati Diop                                  | 25 oktober 2024 (VS, VK en IE) Oktober 2024 (DE, MX, CL en AR) 1 november 2024 (CA) | 13 december 2024                                                                                    | Oostenrijk, Benelux, Duitsland, India, Italië, Latijns-Amerika, Noord-Amerika, Turkije, VK en Ierland                                                                      |
| 2024 | Bird                                                 | Andrea Arnold                              | 8 november 2024 (VS, VK en IE) | 23 december 2024                                                                                    | Noord-Amerika, Turkije, VK en Ierland |
| 2024 | Witches                                              | Elizabeth Sankey                           | 22 november 2024 | 22 november 2024                                                                                    | Wereldwijd |
| 2024 | Maria                                                | Pablo Larraín                              | 27 november 2024 | 11 december 2024                                                                                    | Canada |
| 2024 | Emilia Pérez                                         | Jacques Audiard                            | 6 december 2024 | 6 december 2024                                                                                     | India en Turkije |
| 2024 | The Girl with the Needle                             | Magnus von Horn                            | 6 december 2024 (VS, CA) 9 Januari , 2025 (DE, LATAM) 10 januari 2025 (VK) | 24 januari 2025                                                                                     | Oostenrijk, Duitsland, India, Italië, Latijns-Amerika, Noord-Amerika, Turkije, VK en Ierland                                                                               |
| 2024 | Queer                                                | Luca Guadagnino                            | 12 december 2024 (MX) 13 december 2024 (VK, IE en CA) 25 december 2024 (DE) 23 januari 2025 (NL)                                                                                       | 31 januari 2025                                                                                     | Oostenrijk, Benelux, Canada, Duitsland, India, Latijns-Amerika, Spanje, Turkije, VK en Ierland                                                                             |
| 2025 | Grand Theft Hamlet                                   | Sam Crane Pinny Grylls                     | 17 januari 2025 | 21 februari 2025                                                                                    | VS |
| 2025 | Bring Them Down                                      | Christopher Andrews                        | 6 februari 2025 (MX) 7 februari 2025 (VS, CA, VK en IE) | 28 maart 2025                                                                                       | Italië, Latijns-Amerika, Nederland, Noord-Amerika, Turkije, VK en Ierland                                                                                                  |
| 2025 | September Says                                       | Ariane Labed                               | 13 februari 2025 (DE) 14 februari 2025 (AT) 21 februari 2025 (VK) | 11 april 2025                                                                                       | Oostenrijk, Duitsland, Turkije, VK |
| 2025 | The End                                              | Joshua Oppenheimer                         | 28 maart 2025 | 16 mei 2025                                                                                         | Oostenrijk, Duitsland, VK en Ierland |
| 2025 | Grand Tour                                           | Miguel Gomes                               | 28 maart 2025 (VS, AR en MX) | 18 april 2025                                                                                       | Oostenrijk, Duitsland, Latijns-Amerika, Noord-Amerika, Turkije, VK en Ierland                                                                                              |
| 2025 | Magic Farm                                           | Amalia Ulman                               | 25 april 2025 (VS ) 2 mei 2025 (CA) 16 mei 2025 (VK en IE) | TBC                                                                                                 | Noord-Amerika, VK en Ierland |
| 2025 | Harvest                                              | Athina Rachel Tsangari                     | 22 mei 2025 (DE) 18 juli 2025 (VK, IE, MX en CL) | 8 augustus 2025                                                                                     | Oostenrijk, Benelux, Duitsland, Latijns-Amerika, VK en Ierland |
| 2025 | Hot Milk                                             | Rebecca Lenkiewicz                         | 4 juli 2025 (VK, IE, DE, LATAM) | TBC                                                                                                 | Oostenrijk, Duitsland, India, Italië, Latijns-Amerika, Turkije, VK en Ierland                                                                                              |
| 2025 | Lurker                                               | Alex Russell                               | 22 augustus 2025 | TBC                                                                                                 | Noord-Amerika |
| 2025 | Die, My Love                                         | Lynne Ramsay                               | TBC | TBC                                                                                                 | Australië, Oostenrijk, Benelux, Duitsland, India, Italië, Latijns-Amerika, Nieuw-Zeeland, Noord-Amerika, Spanje, Zwitserland, Turkije, VK en Ierland                       |
| TBC  | Alpha                                                | Julia Ducournau                            | TBC | TBC                                                                                                 | India en Latijns-Amerika |
| TBC  | Amores perros (4K restoration)                       | Alejandro González Iñárritu                | TBC | TBC                                                                                                 | Wereldwijd |
| TBC  | The Fall of Sir Douglas Weatherford                  | Sean Robert Dunn                           | TBC | TBC                                                                                                 | VK en Ierland |
| TBC  | La grazia                                            | Paolo Sorrentino                           | TBC | TBC                                                                                                 | Australië, Oostenrijk, Benelux, Duitsland, India, Latijns-Amerika, Nieuw-Zeeland, Noord-Amerika, Spanje, Turkije, VK en Ierland                                            |
| TBC  | The History of Sound                                 | Oliver Hermanus                            | TBC | TBC                                                                                                 | Noord-Amerika |
| TBC  | It Was Just an Accident                              | Jafar Panahi                               | TBC | TBC                                                                                                 | Oostenrijk, Duitsland, India, Latijns-Amerika, Turkije, VK en Ierland |
| TBC  | The Mastermind                                       | Kelly Reichardt                            | TBC | TBC                                                                                                 | Oostenrijk, Benelux, Duitsland, India, Latijns-Amerika, Noord-Amerika, Turkije, VK en Ierland                                                                              |
| TBC  | Mussolini: Son of the Century                        | Joe Wright                                 | TBC | TBC                                                                                                 | België, India, Latijns-Amerika, Luxemburg, Nieuw-Zeeland, Noord-Amerika en Turkije                                                                                         |
| TBC  | My Father's Shadow                                   | Akinola Davies Jr.                         | TBC | TBC                                                                                                 | Noord-Amerika, Turkije, VK en Ierland |
| TBC  | Orphan                                               | László Nemes                               | TBC | TBC                                                                                                 | Oostenrijk, Benelux, Duitsland, Italië, Latijns-Amerika, Zwitserland, Turkije, VK en Ierland                                                                               |
| TBC  | Pavements                                            | Alex Ross Perry                            | TBC | TBC                                                                                                 | Oostenrijk, Canada, Frankrijk, Duitsland, VK en Ierland |
| TBC  | The Secret Agent                                     | Kleber Mendonça Filho                      | TBC | TBC                                                                                                 | India, Latijns-Amerika (met uitzondering van Brazilië), VK en Ierland |
| TBC  | Sentimental Value                                    | Joachim Trier                              | TBC | TBC                                                                                                 | India, Latijns-Amerika, Turkije, VK en Ierland |
| TBC  | Sirât                                                | Óliver Laxe                                | TBC | TBC                                                                                                 | India, Italië, Turkije |
| TBC  | Sound of Falling                                     | Mascha Schilinski                          | TBC | TBC                                                                                                 | India, Noord-Amerika, Turkije, VK en Ierland |
| TBC  | Teenage Sex and Death at Camp Miasma                 | Jane Schoenbrun                            | TBC | TBC                                                                                                 | Australië, Oostenrijk, Benelux, Duitsland, India, Latijns-Amerika, Nieuw-Zeeland, Noord-Amerika, Turkije, VK en Ierland                                                    |
| TBC  | The Ugly Stepsister                                  | Emilie Bliechfeldt                         | TBC | TBC                                                                                                 | Benelux en Turkije |
| TBC  | Vice Is Broke                                        | Eddie Huang                                | TBC | TBC                                                                                                 | Oostenrijk, Benelux, Frankrijk, Duitsland, India, Italië, Latijns-Amerika, Noord-Amerika, Turkije, VK en Ierland                                                           |